# 弘実
弘実（こうじつ、生没年不詳）は、江戸時代中期の真言宗僧。但馬満福寺の第53世住職。字は不虚（ふきょ）。但馬の慈雲尊者と呼ばれた。池田草庵の師。

## 来歴

### 修行時代
幼くして但馬国の名刹・満福寺に入山。僧名は「弘実」。学問を好くし、兄弟弟子21人のうち3本の指に数えられる成績であった。

### 陽明学の素養
江戸幕府は儒学のうち仏教の影響を受けた朱子学を基礎として奨励したが、唯心論的教義によって文武両道を説く陽明学の方が日本人には受け入れやすく人気が高まり、やがて陽明学が主流となっていった。
当時、満福寺では空海の開いた学校「綜藝種智院」の教義に則り真言宗と儒学を教えていた。「内典(密教)と外典(儒教)の目指す方向は同じ、到達点も同じである」とされ、満福寺においても儒学は必須科目の一つであった。満福寺歴代住職の中でも、弘元と弘実は「綜藝種智院」の理念に基づき、学問を志す若者に、特に儒学（陽明学）を身につけさせることに力を注いだ。弘実が住職を継いだころ、自から儒学の本81冊を購入。『書経』、『四書』をはじめ『老子』、『荘子』、『韓非子』、『荀子』、『春秋左伝』、なども揃えられた。

### 著述活動
また、弘実は自ら『仏法太平鑑』、『秘密要鑑』、『悉曇章相承口説』、『真言律行問答』等を著述し、「田舎には稀なる明僧知識」と呼ばれた。

### 観音堂の再建
文政8年（1825年）、東奔西走して尽力。満福寺の観音堂を再建した。

### 池田草庵の入山
文政6年（1823年）池田草庵が満福寺に入山して弘実に儒学を学ぶ。天保元年（1830年）相馬九方が広谷村の大橋惣右衛門家に寄宿したことを知ると、池田草庵らに奨励。のち天保2年（1831年）池田草庵は還俗して相馬九方の門下に入り、儒学を大成して門人たちに伝え、日本の明治の草創期に活躍した人物が出た。

## 著書
- 『仏法太平鑑』
- 『秘密要鑑』
- 『悉曇章相承口説』
- 『真言律行問答』
- 『観音堂立替勧化帳』

## 主な弟子・門人
- 法師弘珍(早世) - 但馬国養父郡上野村・守本伊八の倅。太郎左衛門弟[4]
- 大法師弘阿(1790年-1807年) - 但馬国養父郡小城・長島善右衛門家の出身
- 弘勤上人(第58世・満福寺住職) - 但馬国養父郡米里村・米田喜太夫家(政明軒)の出身
- 弘謙上人(第59世・満福寺住職) - 但馬国養父郡畑村・奥藤弥兵衛家の出身
- 池田草庵(青谿書院の創始者) - 但馬国養父郡宿南村・池田孫左衛門の三男
- 守本武右衛門由秀 - 但馬国養父郡上野村の出身。『詩経』(3冊)、『礼記』(4冊)、『易経』(2冊)、『書経』(3冊)を寄進[2]
- 片岡清左衛門友和 - 但馬国養父郡上箇村の出身。『論語』(3冊)、『孟子』(5冊)、『易経』(1冊)を寄進[2]
- 米田岩太郎(医師) - 但馬国養父郡米里村・米田喜太夫家の分家。のち京都で医を学ぶ[5]

## 補註
1. 1 2 3 4 5  『但馬高野 満福寺・池田草庵の実像』明楽弘信著、平成25年（2013年）
2. 1 2 3 4 5  『但馬高野 満福寺・真言宗の教えと陽明学』明楽弘信著、平成28年（2016年）
3. ↑  豊田小八郎『但馬聖人草庵池田先生傳』
4. ↑  守本家は天正年間に先祖・守本太郎左衛門が、但馬国養父郡八鹿村天子(現 兵庫県養父市八鹿天子)より同郡上野村へ移住
5. ↑  『維馨傳書(いけいでんしょ)』米田三郎家蔵